# Triaenopodium
Genre
Triaenopodium est un genre d'opilions laniatores de la famille des Trionyxellidae.

## Distribution
Les espèces de ce genre se rencontrent en Asie du Sud-Est.

## Liste des espèces
Selon World Catalogue of Opiliones (25/06/2021) :
- Triaenopodium pyriforme Suzuki, 1976
- Triaenopodium shibai Suzuki, 1976
- Triaenopodium tarsale Roewer, 1915

## Publication originale
- Roewer, 1915 : « 106 neue Opilioniden. » Archiv für Naturgeschichte, vol. 81, no 3, p. 1–152 (texte intégral).